# Maxximum (RTI)
Maxximum est une émission consacrée à la musique hip-hop nationale et internationale, présentée par Baba Cool tous les samedis à partir de 17 heures sur RTI 1.